# Vera Terstenjak Jovičić
Vera Terstenjak Jovičić, slovenska slikarka in likovna pedagoginja, * 22. junij 1944, Prevoje pri Domžalah
Po diplomi se je posvetila slikarstvu in filmski scenografiji. Sodelovala je pri TV serijah ter igranem in dokumentarnem filmu. Od leta 1972 je študijsko potovala po svetu. Ukvarjala se je tudi s fotografijo.
Razstavljala je v Ljubljani, Domžalah, Lukovici, Beogradu, Dunaju, Parizu, Zagrebu, Slovenj Gradcu, Kranju, New Yorku, Havajih, Stuttgartu, Mannheimu, Frankfurtu,...
Kot članica slovenskega mednarodnega združenja Sila je marca 2007 skupaj s Tamaro Burmicky, Klementino Golija in Huiquin Wang razstavila slike v galeriji Prešernove hiše v Kranju.
Od leta 2003 je vodila Galerijo Domžale.

### Zgodnja leta
Rodila se je v Vili Mazuran, danes poznani kot Terstenjakova hiša. Osnovno šolo in gimnazijo je obiskovala v Domžalah in New Yorku.

### Študij
Slikarsko se je izobraževala na American Art School v New Yorku med letoma 1965 in 1967 pri profesorjih Jacku Lubinu, Albertu Mourerju in drugih. Od leta 1967 je študirala slikarstvo na akademiji za likovno umetnost v Ljubljani pri profesorjih Nikolaju Omersi, Kiarju Mešku, Janezu Berniku, Marjanu Pogačniku, Gabrijelu Stupici, Zoranu Didku in drugih. Diplomirala je pri profesorju Berniku.

### Poučevanje
Poučevala je likovni pouk na Osnovni šoli Venclja Perka v Domžalah. Med poukom je za inspiracijo otrok uporabljala glasbo, med drugim Jeana Michela Jarrea, Chopina in Rahmaninova.
V ljubljanski bolnišnični šoli je 12. aprila 2018 vodila likovno delavnico Plakat miru. Ob posvetu »Starejši kot sedanjost in prihodnost družbe« 27. septembra 2018 so mladi iz njenega likovnega društva v preddverju dvorane Državnega sveta RS imeli razstavo z naslovom »Otroci za vse nas«.

### Zasebno
Z možem, zdaj že pokojnim snemalcem Nenadom Jovičićem, je živela med Domžalami in Beogradom. Bila sta sodelavca na snemanjih filmov, med drugim na setu filma Volk samotar na Veliki planini (1972). Spoznala sta se na snemanju koprodukcijskega filma Togetherness (1970).

## Razstave
| - 1979: Mestna hiša v Kranju - 1979: preddverje hale Komunalnega centra Domžale, v okviru prireditev praznika občine Domžale - 13. 12. 1984: otvoritev razstave v kulturno informativnem centru SFRJ na Dunaju. - 9. 11. 1985: otvoritev razstave v galeriji Janeza Repanška na Rudniku pri Radomljah. - 1986: jugoslovanski tiskovni in kulturni center, New York - 26. 9. 1986: Likovni salon v Kočevju, otvoritev razstave v okviru dogodkov v spomin na zasedanja odposlancev slovenskega naroda od 1. do 3. oktobra 1943 v Kočevju. - 13. 12. 1986: otvoritev skupinske razstave kamniških in domžalskih likovnikov v galeriji Janeza Repanška na Rudniku pri Radomljah. - 5. marec 1987: otvoritev razstave domžalskih likovnih umetnic, večnamenski prostor domžalske knjižnice. - junij 1987: razstavni salon Dolik, Jesenice - do 20. 4. 1988: v bežigrajski galeriji Krka (Titova 99) | - 1989: Likovno razstavišče Domžale. Likovni kritik Franc Zalar je ob otvoritvi imel govor, glasbo pa je prispeval Tomaž Pengov. - 1994: Golfturist v Domžalah. - marec 1995: Paviljon NOB, Tržič - april–maj 1995: skupinska razstava slik na vodi v Arboretumu Volčji Potok - 1999: galerija N. Kolar v Slovenj Gradcu - 2001: Center za biotehnologijo, Arboretum Volčji Potok. - 15.4–7. 5. 2004: Galerija Domžale - 6. 3. 2008: otvoritev v Galeriji Krka, Ljubljana - 2010: Območne obrtna-podjetniška zbornica Domžale - 24.11.–8.12.2016: Spomini, galerija Domžale - 2017: Spomini, Pungartnikova hiša v Lukovici |